# Claudine Rhédey
Claudine Rhédey de Kis-Rhéde (n. 21 septembrie 1812, Sângeorgiu de Pădure - d. 1 octombrie 1841, Pettau) a fost o nobilă maghiară, soția lui Alexandru de Württemberg. Claudine a fost stră-străbunica reginei Elisabeta a II-a a Marii Britanii.

## Familia
Familia Rhédey, atestată din secolul al XIII-lea, a fost una din familiile nobiliare importante din Transilvania.
Claudina a fost o fiică a contelui László Rhédey și a baronesei Agnes Inczedi. Claudina Rhédey și-a petrecut o mare parte a adolescenței în Palatul Rhédey din Cluj, situat în colțul sud-vestic al Pieței Centrale din Cluj, cu o latură pe Ulița Cărbunelui (Szén Utca), denumită în prezent strada Napoca.

## Relația cu ducele Alexandru de Württemberg
Claudina a făcut cunoștință la un bal cu ducele Alexandru de Württemberg, fiul ducelui Louis de Württemberg (fratele mai mic al regelui Frederic I de Württemberg). Claudina și Alexandru au dorit să încheie o căsătorie morganatică însă nu au reușit din cauza grofului Rhedey, tatăl Claudinei, care s-a opus acestei căsătorii.

## Căsătoria
În 1835 tatăl Claudinei a murit iar aceasta s-a căsătorit cu Alexandru de Württemberg devenind contesă de Hohenstein. Din căsătoria lor au rezultat trei copii: Claudine, Amalie și Francisc. Ca urmare a regulilor căsătoriei morganatice, copiii lor au moștenit doar titlul mamei, neavând nici un drept asupra titlului și moștenirii tatălui lor.

## Decesul
Claudine a murit la 1 octombrie 1841, la doar 29 de ani, motivele morții sale fiind incerte. Unele surse afirmă că în timp ce era însărcinată cu cel de-al patrulea copil, s-a dus să-și viziteze soțul la Graz în Austria; drumul greu și oboseala au declanșat nașterea prematură și, din cauza unei sângerări abundente, aceasta s-a stins din viață. Alte surse invocă un accident de călătorie suferit în Germania.
Claudine Rhédey a fost înmormântată în Biserica reformată din Sângeorgiu de Pădure.
Fiul său, Francisc, a fost tatăl reginei Maria a Marii Britanii, consoarta lui George al V-lea al Marii Britanii, bunica reginei Elisabeta a II-a și străbunica regelui Carol al III-lea al Regatului Unit.

## Imagini

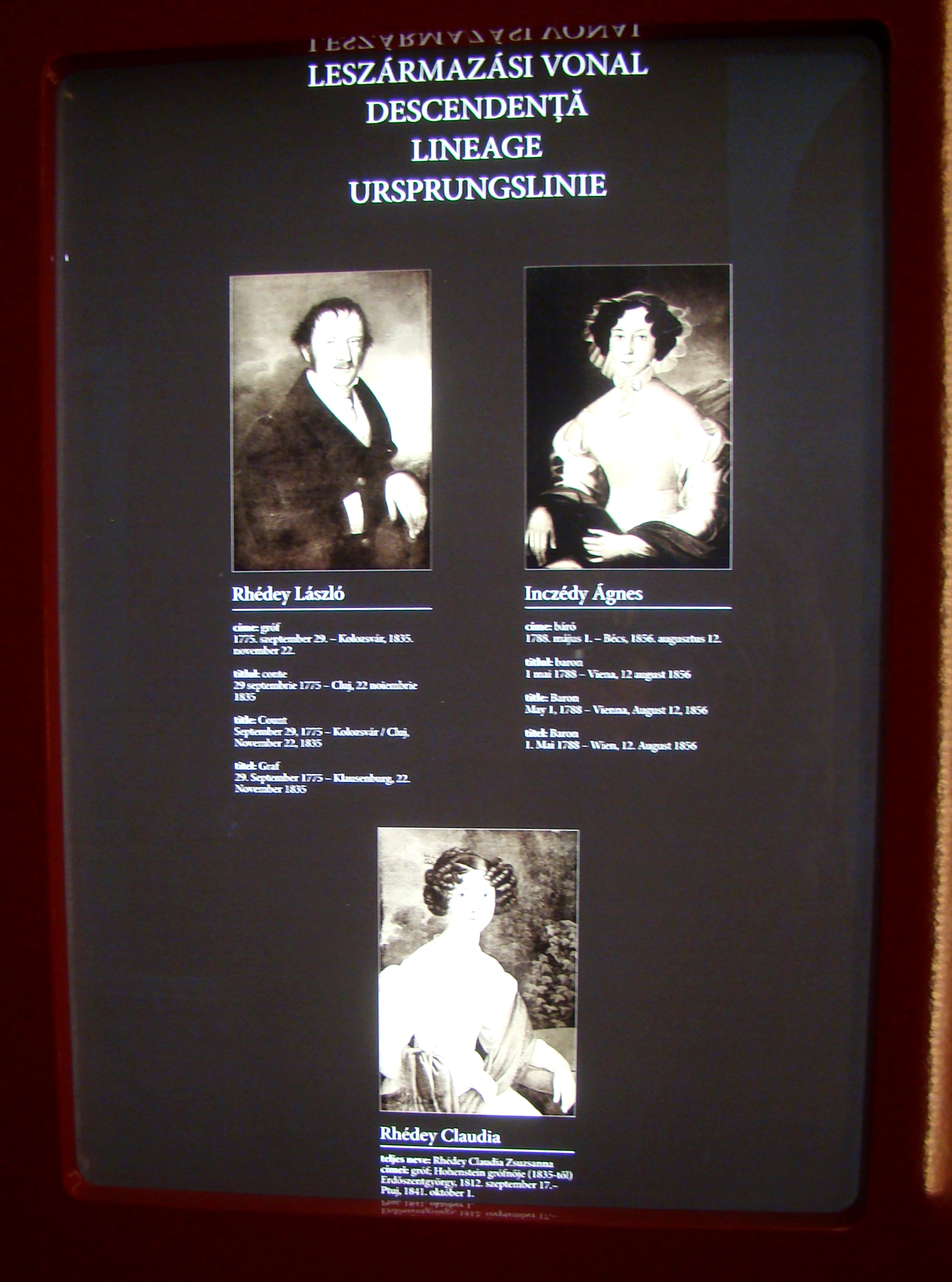
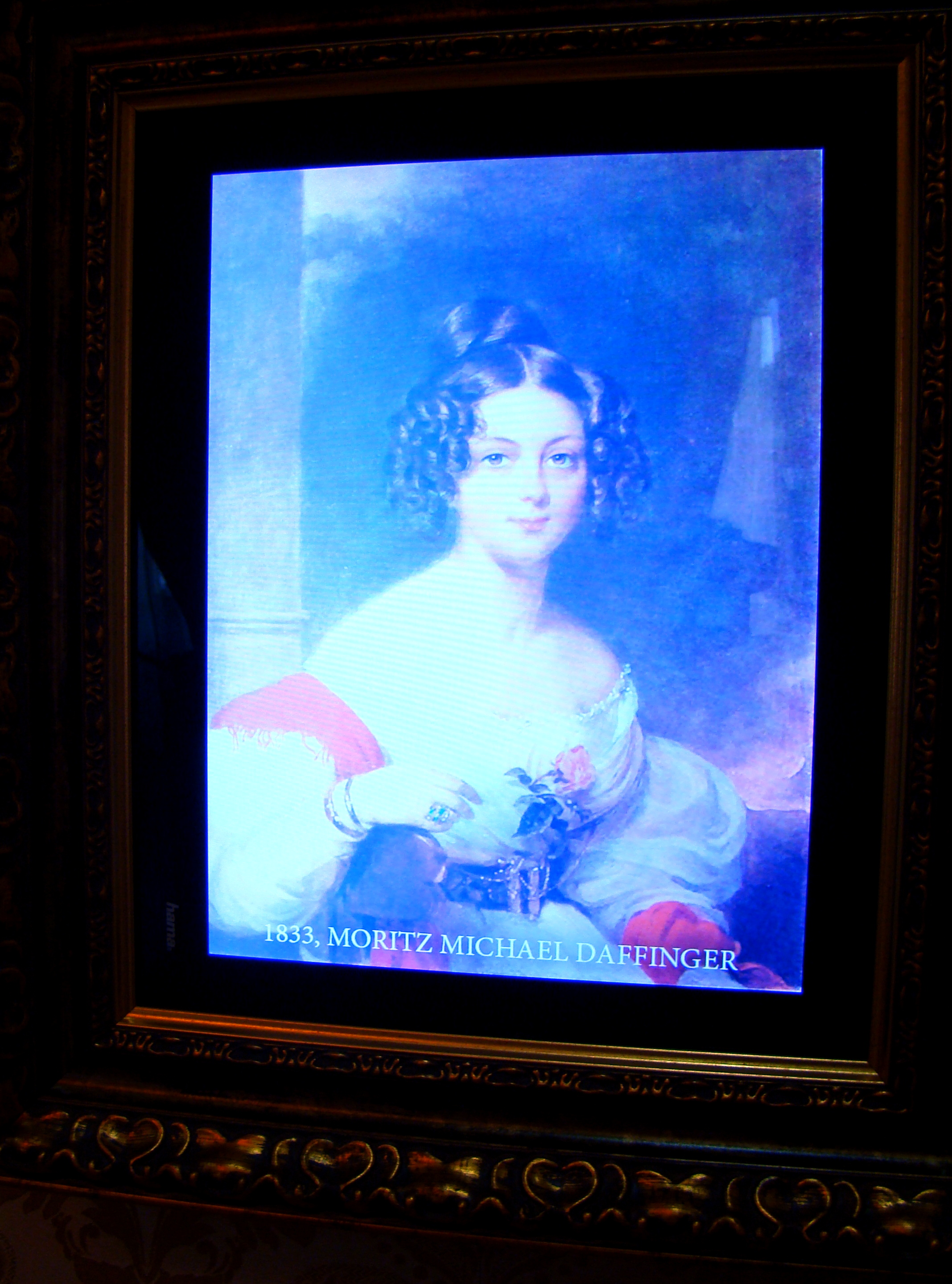
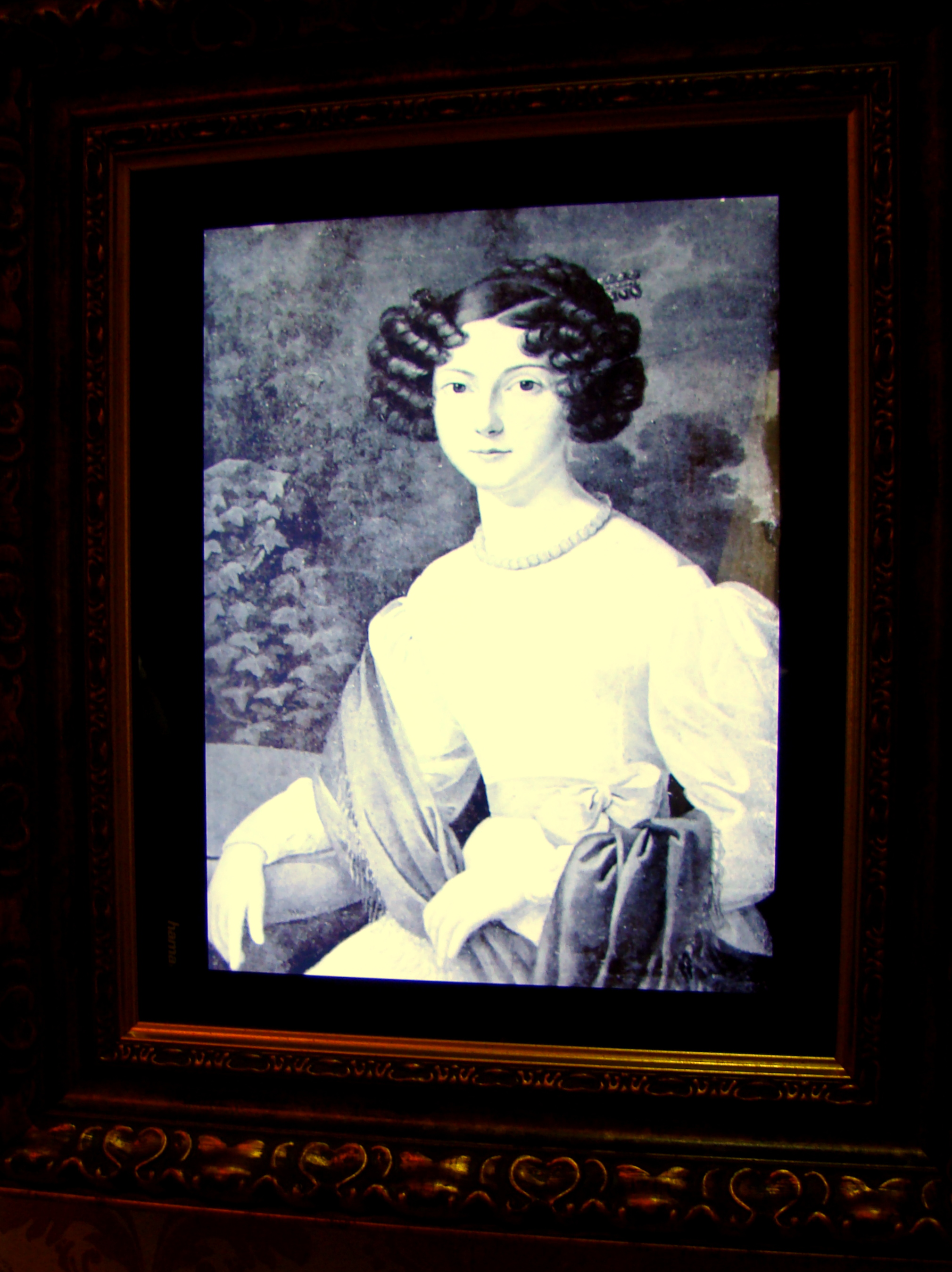
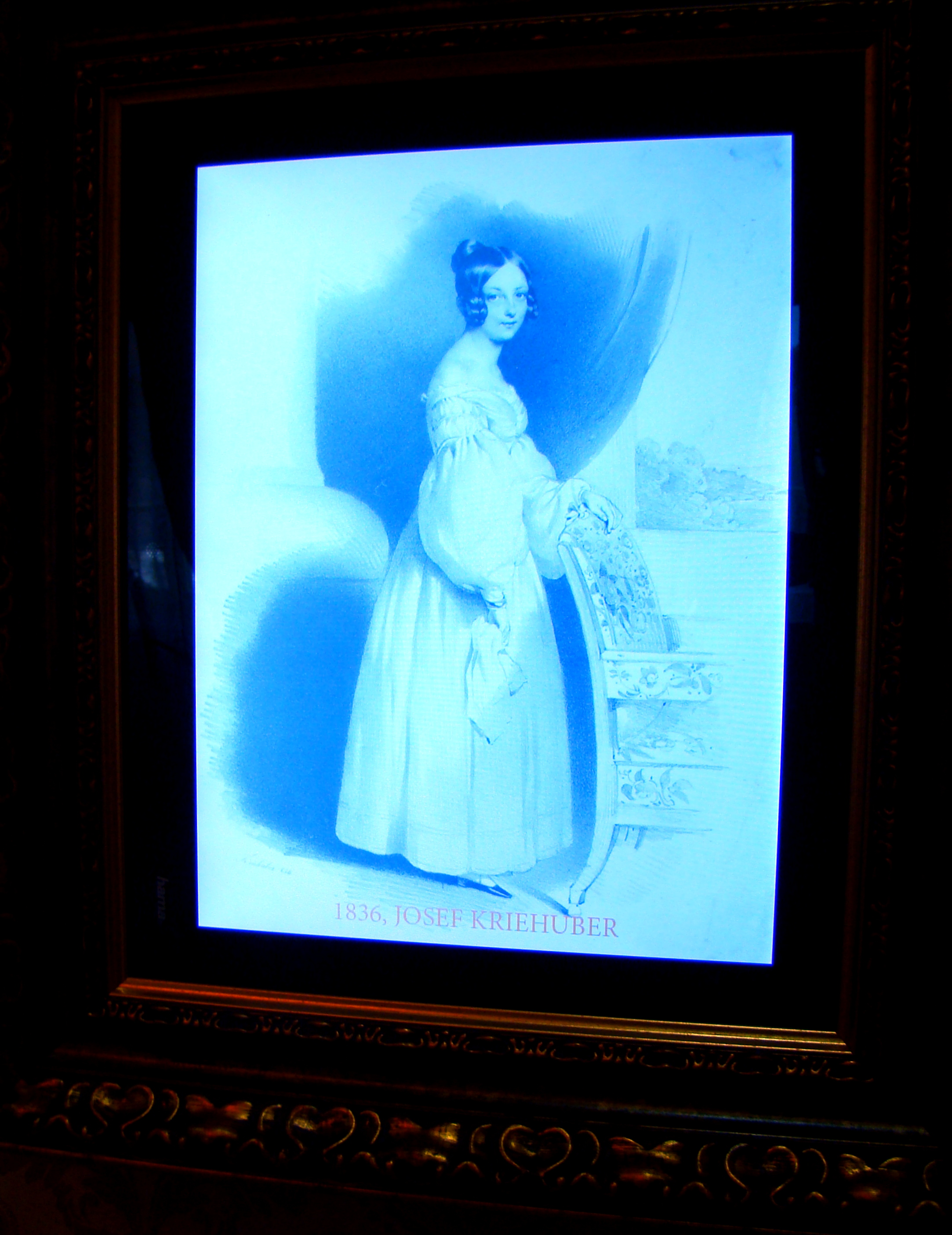
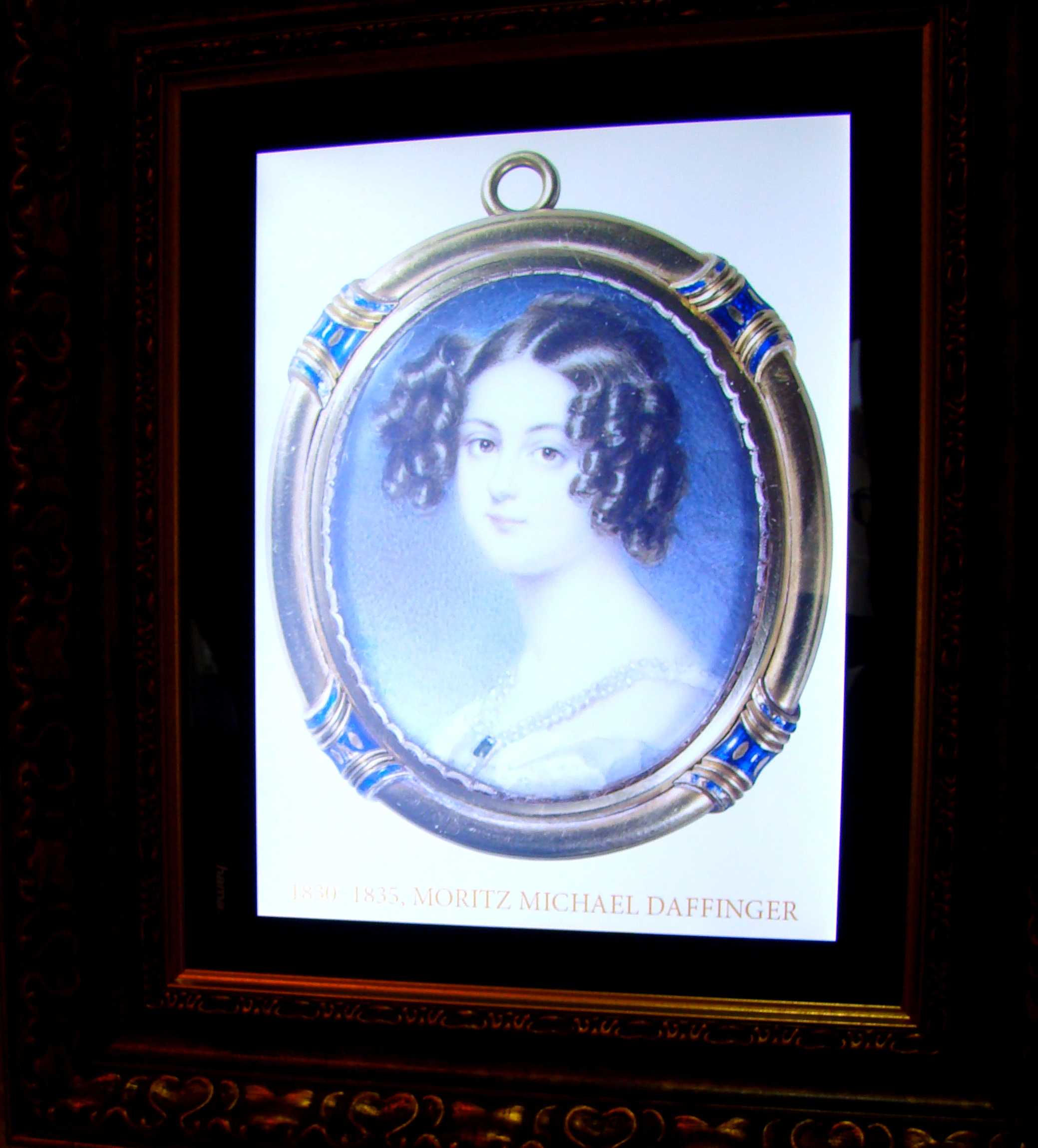
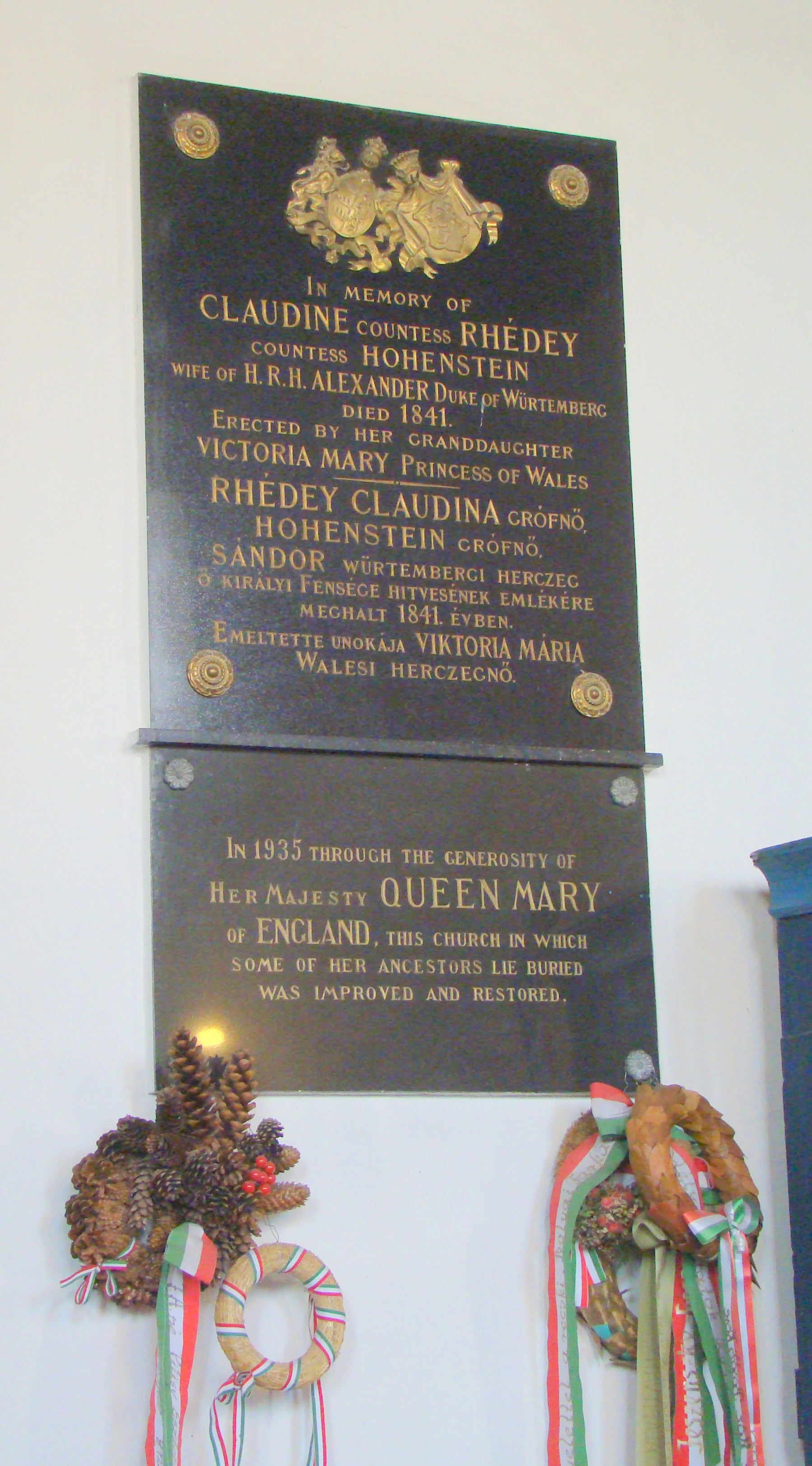
Placa memorială din Biserica reformată din Sângeorgiu de Pădure
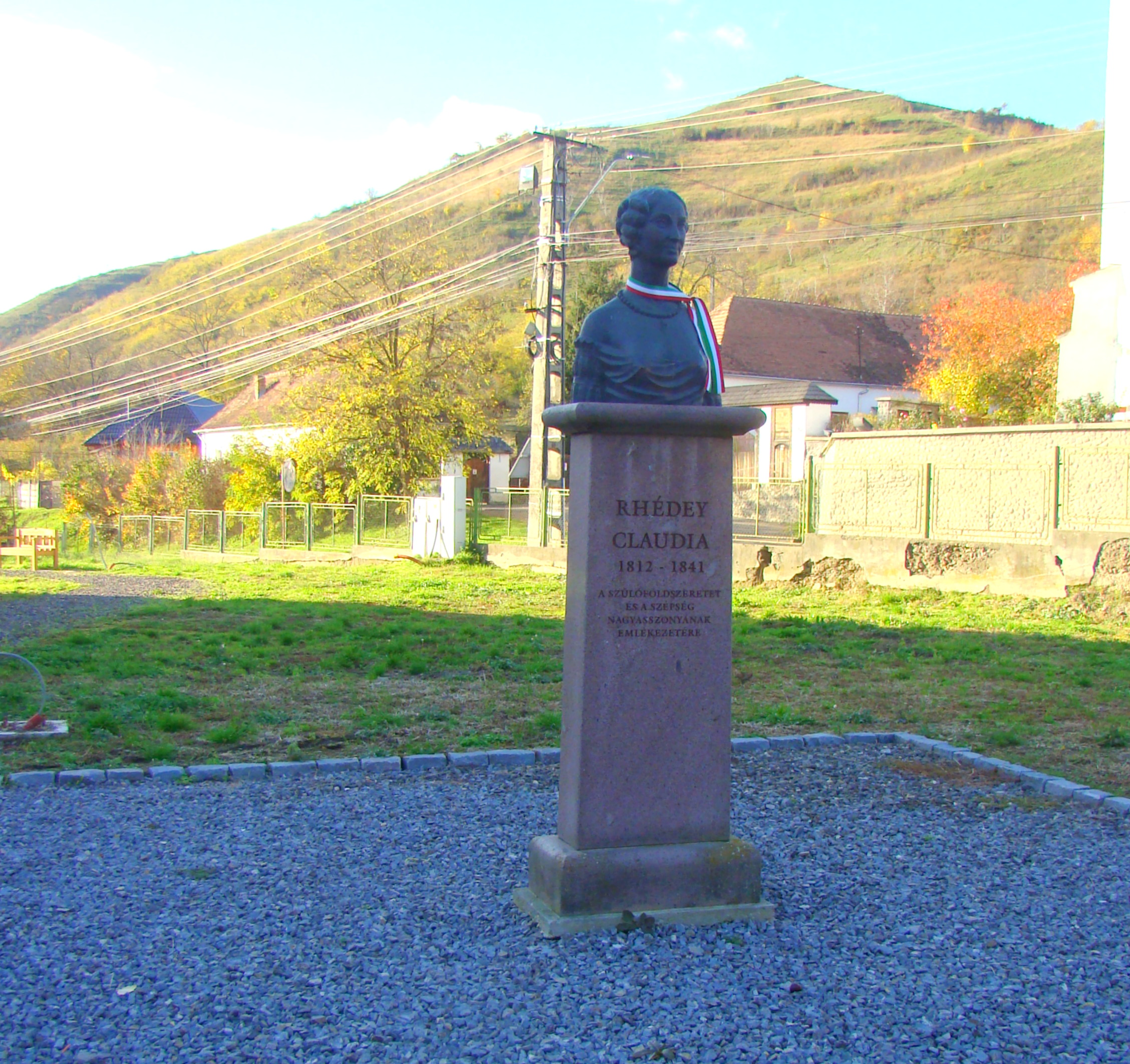
Bustul din curtea castelului